# Palas de Arcadia
En mitología griega, Palas o Pálade (/ˈpæləs/; griego antiguo: Πάλλας) fue un príncipe arcadio y el fundador epónimo de la ciudad arcadia de Palantio. Fue el tutor de Atenea, quien, según mitos locales, nació en Alifera.

## Familia
Palas fue uno de los 50 hijos del impío rey Licaón. Su madre pudo ser o bien la náyade Cilene, o bien Nonacris o bien una mujer de la que no se conoce su nombre.  Tuvo una hija, Crise, quien se casó con Dárdano y trajo el Paladio a Troya.
Había estatuas de Pallas y de su nieto Evandro en el Palanteo en  tiempos de Pausanias. Los autores romanos utilizaron el nombre de Pallas para justificar el origen del nombre del Monte Palatino.

## Mitología
Palas y sus hermanos eran los más malvados y despreocupados de entre todos los hombres. Para probarles, Zeus les visitó en la forma de un campesino. Estos hermanos echaron las vísceras de un niño en la comida comida del dios, tras lo cual el enfurecido rey de los dioses tiró la comida sobre la mesa. Zeus les lanzó un rayo, matándoles a él y a sus hermanos.